# Sten-Olof Westman
Sten-Olof Wilhelm Westman, född 20 januari 1931 i Sjundeå, död 14 september 1991 i Vanda, var en finländsk journalist. Han var sedan 1958 gift med Ulla-Stina Westman
Westman blev student 1949 och filosofie kandidat 1957. Han var 1953–1960 redaktör vid bland annat Vasabladet och Västra Nyland samt 1960–1964 chefredaktör för Landsbygdens Folk. Han kom i slutet av 1950-talet in på radiojournalistiken och var slutligen 1969–1971 programchef för Rundradions svenska radioprogram. Han var 1971–1974 informationschef vid Nordiska rådet och blev 1974 biträdande stadsdirektör för social- och hälsovård i Vanda stad.